# Kiel War Cemetery

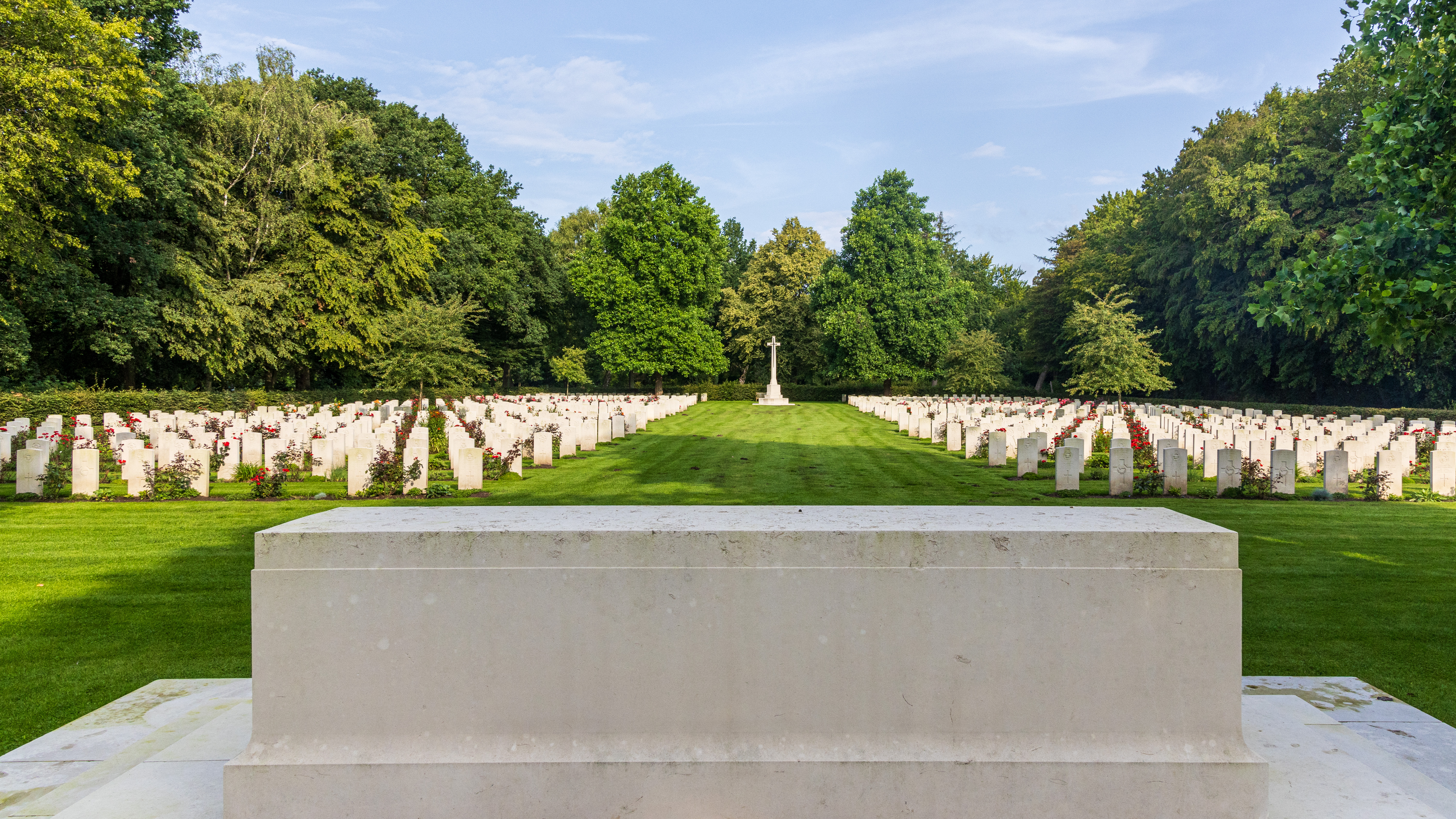
Kiel War Cemetery, Blick nach Nordwesten

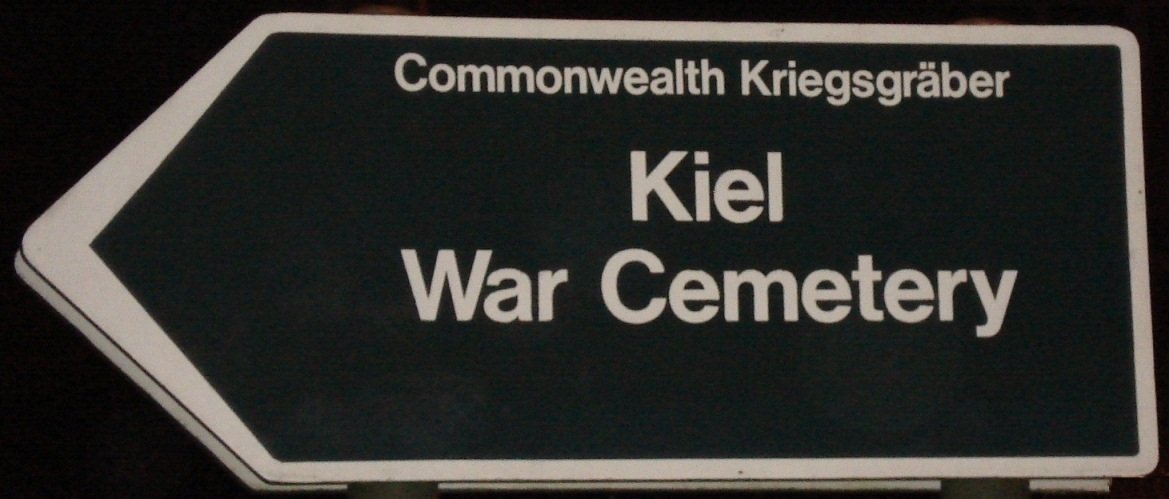
Hinweisschild zum Kiel War Cemetery

Der Kiel War Cemetery ist eine Kriegsgräberstätte, die durch die Commonwealth War Graves Commission auf dem Westteil des Kieler Nordfriedhofs erbaut wurde.

## Geschichte
Im Jahr 1952 wurde dieser Soldatenfriedhof in den Nordfriedhof integriert und nach den Baubestimmungen der Commonwealth War Graves Commission (CWGC) vom Architekten Philip Dalton Hepworth gestaltet. Diese Soldatengräber der verschiedensten Dienstgrade und die Ehrentafeln für hohe Marineoffiziere weisen auf die militärische und geschichtliche Bedeutung Kiels mit seinem Marinestützpunkt hin.

## Belegung
Die meisten der hier beigesetzten Soldaten waren Angehörige der Luftstreitkräfte, die bei Luftangriffen und Bombereinsätzen über Norddeutschland gefallen sind.
Neben den 983 aus dem Commonwealth stammenden Soldaten, von denen 96 nicht identifiziert werden konnten, haben hier auch 9 polnische Soldaten ihre letzte Ruhestätte gefunden. Nach Nationalitäten des Commonwealth aufgegliedert handelt es sich um 766 Briten, 148 Kanadier, 36 Australier und 33 Neuseeländer.

## Gestaltung
Die Gestaltungsvorschriften und Entwürfe der Soldatenfriedhöfe durch die CWGC sehen vor, dass jedem Soldaten ohne Rücksicht auf Herkunft und Dienstgradgruppe die gleiche Ehre erwiesen werden soll. Daraus entstanden auch in Kiel gleichmäßig angeordnete Bauelemente (vergleiche hierzu den Artikel Commonwealth War Graves Commission).
Die Gesamtanlage präsentiert sich in einem äußerst gepflegtem Zustand.

### Sichtachse
In der Sichtachse befindet sich im Hintergrund die Ehrenhalle, in ihr wird ein Kriegstagebuch und das Totenregister aufbewahrt. Ihr wiederum vorgelagert steht der mit der Inschrift „Their Name Liveth For Evermore“ versehene Altarstein („Stone of Remembrance“), und schließlich diesem vorangestellt das Opferkreuz mit aufgelegtem Langschwert.

### Grabsteine

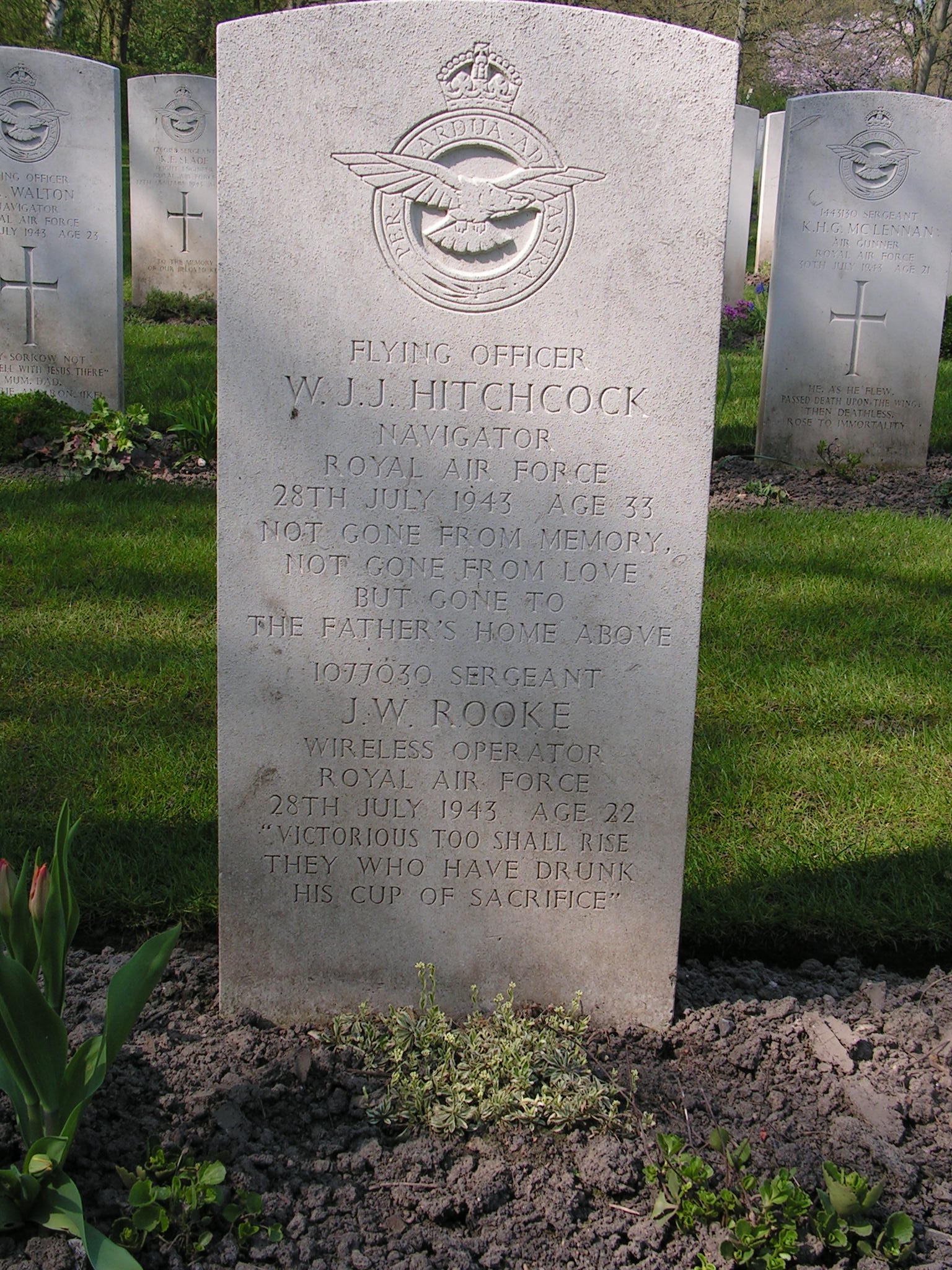
Kiel War Cemetery, aufwändig gestaltete Grabsteine

Jedes Grab hat einen ebenerdig errichteten Grabstein aus englischem Sandstein, auf dem der Name, der Dienstgrad, das Alter, die Religionszugehörigkeit und das Todesdatum eingemeißelt sind. Ebenso wird das Emblem der Einheit eingraviert, welcher der Gefallene angehört hatte, und am unteren Teil ist auf einigen Steinen ein von den Angehörigen ausgewählter Sinnspruch zu finden.

### Bepflanzung
Die gesamte Fläche des Friedhofs ist eine durchgehende Rasenfläche, die nur durch die kleinen Beete um die Grabsteine unterbrochen ist. Auf den Grabsteinbeeten sind Bodendecker wie z. B. Rosenbüsche angepflanzt. Der Baumbestand ist gering gehalten und charakterisiert den Baumbewuchs in Schleswig-Holstein. Die Einfriedung besteht teilweise aus einem ca. 1 Meter hohen Mauerwerk und in gleicher Höhe geschnittenen Buschreihen.